# Avise
Avise é uma comuna italiana da região do Vale de Aosta com cerca de 307 habitantes. Estende-se por uma área de 52 km², tendo uma densidade populacional de 6 hab/km². Faz fronteira com Arvier, La Salle, La Thuile, Saint-Nicolas, Saint-Pierre, Saint-Rhémy-en-Bosses.

## Demografia
| Variação demográfica do município entre 1861 e 2011                               |
|                                                                                   |
| Fonte: Istituto Nazionale di Statistica (ISTAT) - Elaboração gráfica da Wikipedia |